# Gatey
Gatey és un municipi francès situat al departament del Jura i a la regió de Borgonya - Franc Comtat. L'any 2007 tenia 305 habitants.

## Demografia

### Població
El 2007 la població de fet de Gatey era de 305 persones. Hi havia 120 famílies de les quals 28 eren unipersonals (14 homes vivint sols i 14 dones vivint soles), 32 parelles sense fills, 46 parelles amb fills i 14 famílies monoparentals amb fills.
La població ha evolucionat segons el següent gràfic:
Habitants censats

### Habitatges
El 2007 hi havia 137 habitatges, 121 eren l'habitatge principal de la família, 8 eren segones residències i 8 estaven desocupats. 130 eren cases i 6 eren apartaments. Dels 121 habitatges principals, 107 estaven ocupats pels seus propietaris, 8 estaven llogats i ocupats pels llogaters i 5 estaven cedits a títol gratuït; 6 tenien dues cambres, 18 en tenien tres, 32 en tenien quatre i 64 en tenien cinc o més. 105 habitatges disposaven pel capbaix d'una plaça de pàrquing. A 30 habitatges hi havia un automòbil i a 72 n'hi havia dos o més.

### Piràmide de població
La piràmide de població per edats i sexe el 2009 era:
| Homes | Edats   | Dones |
| ----- | ------- | ----- |
| 0     | 95 o +  | 1     |
| 0     | 90 a 94 | 0     |
| 2     | 85 a 89 | 4     |
| 1     | 80 a 84 | 3     |
| 4     | 75 a 79 | 7     |
| 11    | 70 a 74 | 11    |
| 11    | 65 a 69 | 11    |
| 6     | 60 a 64 | 6     |
| 7     | 55 a 59 | 2     |
| 8     | 50 a 54 | 7     |
| 9     | 45 a 49 | 8     |
| 7     | 40 a 44 | 9     |
| 10    | 35 a 39 | 11    |
| 6     | 30 a 34 | 3     |
| 2     | 25 a 29 | 7     |
| 7     | 20 a 24 | 3     |
| 5     | 15 a 19 | 8     |
| 15    | 10 a 14 | 10    |
| 8     | 5 a 9   | 7     |
| 5     | 0 a 4   | 5     |

## Economia
El 2007 la població en edat de treballar era de 193 persones, 137 eren actives i 56 eren inactives. De les 137 persones actives 124 estaven ocupades (78 homes i 46 dones) i 13 estaven aturades (8 homes i 5 dones). De les 56 persones inactives 26 estaven jubilades, 11 estaven estudiant i 19 estaven classificades com a «altres inactius».

### Ingressos
El 2009 a Gatey hi havia 130 unitats fiscals que integraven 328 persones, la mediana anual d'ingressos fiscals per persona era de 16.405,5 €.

### Activitats econòmiques
Dels 7 establiments que hi havia el 2007, 1 era d'una empresa de fabricació d'altres productes industrials, 3 d'empreses de construcció, 2 d'empreses de serveis i 1 d'una empresa classificada com a «altres activitats de serveis».
L'únic servei als particulars que hi havia el 2009 era una lampisteria.
L'any 2000 a Gatey hi havia 8 explotacions agrícoles que ocupaven un total de 235 hectàrees.

## Equipaments sanitaris i escolars
El 2009 hi havia una escola elemental integrada dins d'un grup escolar amb les comunes properes formant una escola dispersa.

## Poblacions més properes
El següent diagrama mostra les poblacions més properes.